# Windberge
Windberge là một đô thị thuộc huyện Stendal, bang Sachsen-Anhalt, Đức. Đô thị Windberge có diện tích 32,41 km², dân số thời điểm ngày 31 tháng 12 năm 2006 là 296 người.